# داريل فيشر
داريل فيشر (بالإنجليزية: Darryl Fisher)‏ هو لاعب دوري الرغبي نيوزيلندي، ولد في 15 أبريل 1976 في نيوزيلندا.